# 法利 (肯塔基州)
法利（英語：Farley）是位於美國肯塔基州麥克拉肯縣的一個人口普查指定地區。

## 人口
根據2020年美國人口普查的數據，法利的面積為15.68平方千米，當中陸地面積為15.39平方千米，而水域面積為0.29平方千米。當地共有人口4374人，而人口密度為每平方千米278.95人。